# Comitato Olimpico e Sportivo Lussemburghese
Il Comitato Olimpico e Sportivo Lussemburghese (nota anche come Comité Olympique et Sportif Luxembourgeois in francese) è un'organizzazione sportiva lussemburghese, fondata nel 1912 a Strassen, Lussemburgo.
Rappresenta questa nazione presso il Comitato Olimpico Internazionale (CIO) dal 1912 ed ha lo scopo di curare l'organizzazione ed il potenziamento dello sport in Lussemburgo e, in particolare, la preparazione degli atleti lussemburghesi, per consentire loro la partecipazione ai Giochi olimpici. Il comitato, inoltre, fa parte dei Comitati Olimpici Europei.
L'attuale presidente dell'organizzazione è Marc Theisen, mentre la carica di segretario generale è occupata da Marlyse Pauly.

## Presidenti
- Robert Brasseur (1912 – 1922)
- Maurice Pescatore (1922 – 1925)
- Gustave Jacquemart (1925 – 1950)
- Paul Wilwertz (1950 – 1970)
- Prosper Link (1970 – 1972)
- Josy Barthel (1973 – 1977)
- Gérard Rasquin (1977 – 1989)
- Norbert Haupert (1989 – 1999)
- Marc Theisen (1999 – )